# Klachelsuppe
Klachelsuppe (auch Klachlsuppe) ist eine kulinarische Spezialität der Steiermark und Kärntens, die aus Schweinshaxe, Wurzelwerk und Gewürzen hergestellt wird. Die Klachelsuppe wurde früher insbesondere an Schlachttagen zubereitet und in der Südost-Steiermark und auch im Kärntner Jauntal mit Heidensterz serviert. Das Wort „Klachel“ ist eine regionale österreichische Bezeichnung für die Schweinshaxe, die ursprüngliche Bedeutung ist Glockenschwengel.
Die Klachelsuppe ist eine mit Einbrenn versprudelte Suppe aus klein geschnittenem Schweinefleisch und Gemüse. Sie wird in der Regel aus in Scheiben geschnittenen Schweinshaxen sowie Zwiebelscheiben und Gewürzen wie Lorbeerblättern, Wacholderbeeren, Pfefferkörnern und Gewürznelken zubereitet. Gegessen wird die Suppe auch mit gekochten Kartoffeln, geriebenem Kren oder gebähten Brotwürfeln.